# Pawełcze
Pawełcze (ukr. Павлівка), od 7 czerwca 1946 Pawliwka – wieś na Ukrainie, w obwodzie iwanofrankiwskim, w rejonie iwanofrankiwskim.
Znajduje tu się przystanek kolejowy Pawełcze, położony na linii Stryj – Iwano-Frankiwsk (odcinek dawnej Galicyjskiej Kolei Transwersalnej).
Pod koniec XIX wieku wieś leżała w Galicji, w powiecie stanisławowskim. 
W II Rzeczypospolitej wieś w powiecie stanisławowskim województwa stanisławowskiego.
W nocy z 19 na 20 kwietnia 1944 nacjonaliści ukraińscy z OUN-UPA zamordowali tutaj 18 Polaków.
W czasie okupacji niemieckiej mieszkające tutaj Polki, Karolina Sosnowska i jej bratowa Paulina Sosnowska, od lutego 1943 ukrywały Żydów. Po tym, jak w kwietniu 1944 ukraińscy nacjonaliści spalili dom Sosnowskich, kobiety przeniosły się wraz z Żydami do Stanisławowa i do końca okupacji mieszkały z nimi na terenie byłego getta. W 1994 roku Instytut Jad Waszem uhonorował Karolinę i Paulinę Sosnowskie tytułami Sprawiedliwych wśród Narodów Świata.